# Kukačka rudozobá
Kukačka rudozobá (Carpococcyx renauldi) je velký druh kukačky, který se vyskytuje v primárních i sekundárních lesích Laosu, Vietnamu, Thajsku a Kambodži.

## Systematika
Druh formálně popsal francouzský zoolog Émile Oustalet v roce 1896. Oustalet svůj popis založil na třech kožkách, které mu zaslal francouzský misionář Pere J. N. Renauld (1839–1898) působící v Annamu, který kůže získal v roce 1895. Oustalet k uctění Renaulda zvolil pro nově popsaný druh druhové jméno renauldi. Jedná se o monotypický taxon, tzn. netvoří žádné poddruhy.

## Výskyt
Kukačka rudozobá se vyskytuje v Laosu, Vietnamu, Thajsku a Kambodži, kde obývá listnaté stálezelené nebo částečně opadavé primární i sekundární lesy do 900 m n. m., výjimečně až do 1500 m n. m. Vyhledává hlavně stanoviště s hustým spodním patrem.

## Popis

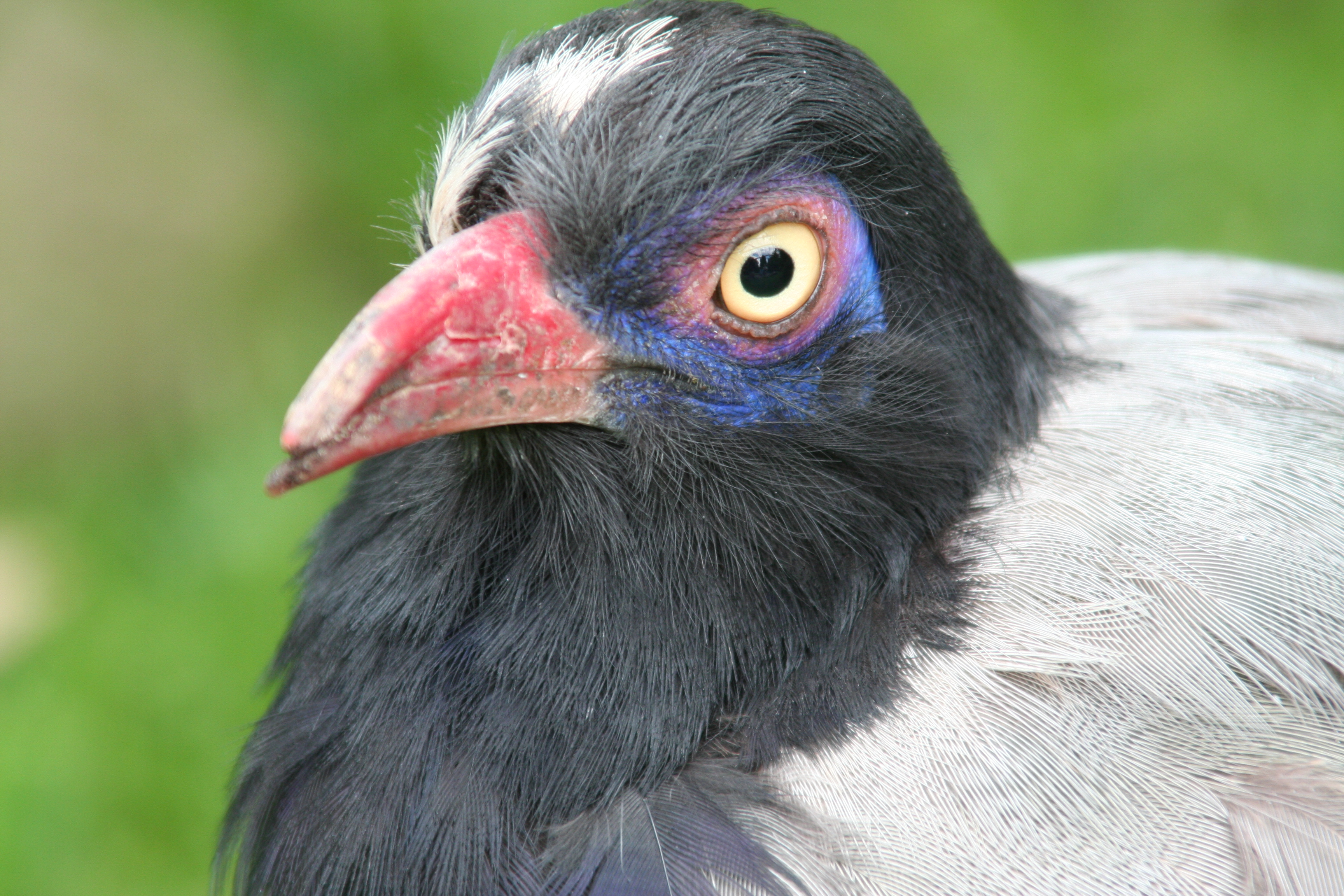
Detail hlavy kukačky rudozobé

Jedná se o veliký druh kukačky dosahující délky těla 65–70 cm, která svým vzevřením připomíná spíše bažanta. Má dlouhý zakulacený ocas, který měří kolem 33 cm. Výrazný je rudý zobák, který dal druhu jeho české druhové jméno. Duhovka je žlutá až světle oranžová, kolem oka se nachází neopeřený fialový a červený kroužek. Dlouhé nohy jsou červené.
Dospělec má hlavu, krk a horní část hrudi leskle černou. Svrchní partie jsou šedé, krovky jsou tmavé. Ocas je černý s fialovým odleskem. Spodina je bílá s občasnou příměsí tmavé. Nedospělý jedinec má hnědou hlavu s rezavým čelem, hřbet tmavě hnědý s rezavým pruhováním, křídla jsou tmavá s nafialovělým odleskem, spodina je rezavě kaštanová a šedá, ocas černý.

## Biologie

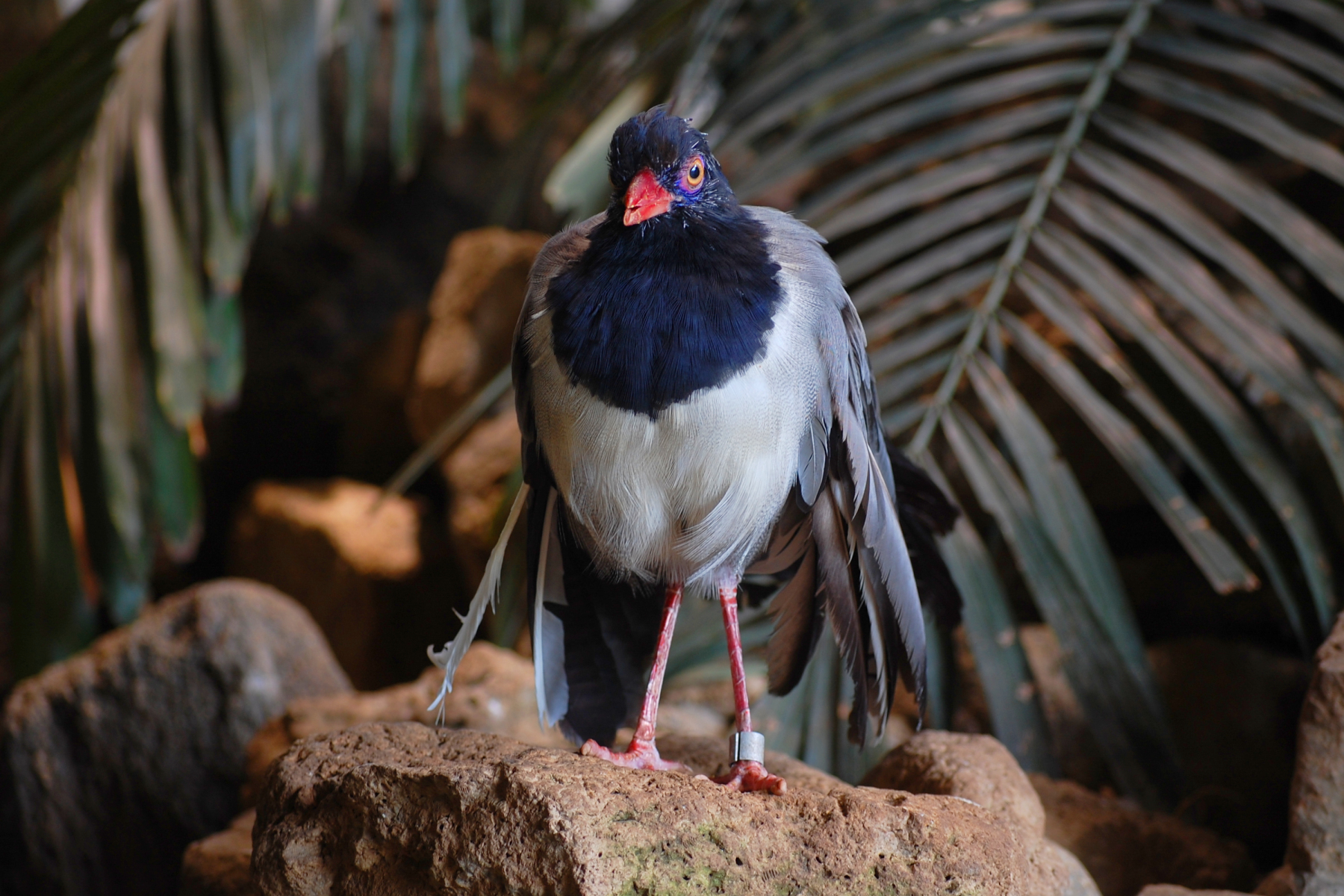
Kukačka rudozobá

Žije převážně na zemi, avšak hnízdo si může postavit i na stromech, kde i hřaduje. I když je schopna silného letu, létá jen minimálně. Je velmi plachá a ve volné přírodě je vzácné na ni narazit, protože při sebemenším zvuku hledá úkryt v hustém křoví. Živí se hmyzem i malými obratlovci jako jsou plazi, savci nebo ptáci. Potravu sbírá hlavně na lesní podlážce, kde se pohybuje podobně jako bažant.

### Hnízdění
K zahnízdění dochází od května do srpna. Hnízdní zvyklosti jsou známé pouze ze zajetí, kde si staví otevřené hnízdo z větviček s vystélkou z listí. Hnízdo může být umístěno na zemi nebo v nižších patrech stromu. Jak stavba hnízda, tak inkubace a rodičovská péče jsou sdílené. Samice klade 2–6 bílých vajec ve dvou až třídenních intervalech. Vejce mívají rozměr 44×34 mm. Inkubace trvá 18–24 dní. Ve stáří 28 dní se ptáčata potravě osamostatňují. Kolem stáří 90 dní mláďata nabírají adultního opeření. Pohlavní zralosti dosahují ve věku jednoho roku, mohou se dožít alespoň 16 let.

## Ohrožení
Mezinárodní svaz ochrany přírody (IUCN) druh považuje za zranitelný. I přesto, že celková početnost kukačky rudozobé není známá, předpokládá se u ní klesající populační trend z důvodu pokračujícího úbytku stanovišť a lovu lidmi. Místní lovci kukačku chytají na maso, na prodej pro domácí chov nebo jako nechtěný úlovek při chytání kopytníků do nastražených ok. Kukačka rudozobá s oblibou sbírá potravu v místech průchodu primátů nebo jiných velkých savců, kteří svou přítomností vyruší živočichy, které se pak kukačce lépe nachází; pokračující úbytek těchto savců má negativní vliv na kukačky rudozobé.